# Szászfa
Szászfa  (németül: Sachsendorf) község Borsod-Abaúj-Zemplén vármegyében, a Szikszói járásban.

## Fekvése
Encstől 25 kilométer távolságra fekszik, a Cserehát nyugati részén, a Rakaca-patak völgyében, a Szalonna és Krasznokvajda között húzódó 2613-as út mentén. Az előbbi útból a község területén ágazik ki a Pamlényra vezető 26 124-es út, utóbbiból pedig a Keresztéte elérését biztosító 26 125-ös út. (Az előbb említett községek Szászfa legközelebbi szomszédai északnyugati és északkeleti irányból, mindkettő zsáktelepülés.)

## Története

### Középkor
A falu neve magyar eredetű, és száz fát jelent. Semmi köze sincs a Magyarországra beöltözött németek szász nevéhez, sem a ’fa’ utótagnak a ’falu’ szó sok helynévben megfigyelhető rövidüléséhez. A 13. században nem telepedtek le itt szászok, nem volt szász birtokosa sem.
Első említése 1273-ból származik. Ekkor már jó ideje a Tekes rokonság tagjai – a későbbi Szini vagy Jósvafői, Szalonnai és Tornai család ősei – birtokolták, tőlük azonban V. István király elvette, és különböző személyeknek adományozta. Tekes három fia, István, László és Dénes azonban a gyermekfejjel trónra lépő Kun László király udvarában komoly tisztségeket kaptak. István a királyi szekerészek elöljárója, beregi és pataki ispán, László pedig sárosi ispán lett. Befolyásukat kihasználva, még László király uralkodásának első esztendejében visszaadatták maguknak birtokaikat, melyek között voltak örökölt, vásárolt és szerzett jószágok is. Ők arra hivatkoztak, hogy semmiféle bűnnel nem érdemelték ki javaik elvesztését, István király csupán ellenfeleik sugalmazására kobozta el azokat.
A történtek hátterét nem ismerjük, V. István azonban hasonlóképpen járt el a közeli forrói uradalom esetében is, amelyet birtokosai ugyanilyen gyorsan visszaszereztek a király halála után a gyermeke nevében kormányzó István király özvegyétől, Erzsébettől, aki ugyanilyen gyorsan vissza is fogadta őket udvarába. Szászfát ekkor Borsod vármegyeinek mondták, később azonban Abaúj vármegyéhez számították. 1323-ban a jánoki uradalom határainak megállapításakor a Balog nemzetség egyik ágának kezén találjuk. majd később is az ő birtokukban maradt a falu. A Balog nemzetség más falvakat, így Keresztétét, Pamlényt és Köblit is megpróbálta megszerezni Tekes rokonságtól. Szászfa esetében sikerrel is jártak, a középkor későbbi részében mindig ők voltak a falu birtokosai. A Balog nemzetség itt birtokos ágát idővel néha Szászfai család néven emlegették.
1323-ban leírták határainak egy részét, amelyben említették a Rakaca-patakot, Keresztét és Szirákót. 1344-ben Vajda – a mai Krasznokvajda – és Bátor – a mai Gagybátor – határosaként említik. 1418-ban több – mind a Balog nemzetségből származó – tagja birtokolta a falut. Ekkor a szomszédos pamlényiakkal egy kaszáló miatt vitatkoztak a szászfaiak, hasonló ügy miatt folyhatott per 1427-ben is. 1427-ben a kamara haszna nevű királyi adó szedői 29 paraszti telken hajtották be az adót. A falu birtokosaként csak egy személyt tüntettek fel az adószedők, a Balog nemzetségből származó Uza Miklóst. A helység a Hernádtól nyugatra fekvő falvakkal feküdt egy járásban. 1479-ben egy részét a Marcali család vette zálogba.
Az egri püspökség tizedeinek felosztásakor tizedei a káptalannak jutottak. E miatt a püspök és a káptalan között per keletkezett, amelyben 1319-ben egyezett ki a két fél. Más Abaúj, Borsod és Ung vármegyei települések és Eger egy részének tizedei mellett Szászfa falu tizedeit is visszakapta az egri káptalan. A 14. század elején egyházas hely volt, papja, Albert 1332-ben, 15 garast, 1333-ban 10 dénárt, 1334-ben és 1335-ben 5-5 garast fizetett a pápai tizedszedőknek.

### Kora újkor
Szászfa a kora újkorban is conpossessoratus, azaz birtokosi közösség faluja marad, a birtokosok részben a középkori földesúri családok és leszármazóik, részben ezekkel többször rokonságban álló újabb nemesek lesznek. Több folyamatosan birtokló nemesi család már a középkorban szászfai birtokáról veszi nevét vagy nemesi előnevét, 1503-ban egy oklevélben szerepel Szászfai György, szászfai Attfy Miklós és szászfai Uza János, akik mindnyájan a falu birtokosai. A Balog nemzetségből származó, gömöri eredetű Atffy családnak a középkor végén van trájai (Trája, később Felsőbalog része) és szászfai tagja, 1494-ben trájai Attfy Pál egy szászfai jobbágytelkét zálogosítja el szászfai Attfy Imrének és Veronikának, Tomori Pál feleségének.
A Marczali család, majd leányági örökösei is megmaradnak Szászfa birtokában, sőt a középkor végén, 1520-ban a szászfai birtokosok közé bekerült Karácsondy (Karácsondi) Lőrinc és a mohácsi csatában elesett János, mint Karácsondy Gergely jászói prépost rokonai leszármazóit is megtaláljuk a 16. századi nemesi tulajdonosok között, akik 1520-ban néhai Uza Miklós birtokrészét szerezték meg. Karácsondy János fia, Benedek 1542-ben egy jobbágytelek földesura Szászfán, jobbágyát Ágoston Ambrusnak hívják, de ezt a telket a falu többi birtokosa, Attfy Mihály (Attfy Imre és Tomori Veronika fia) és szászfai Uza Péter elfoglalta, a törvény azonban visszautalta neki. Karácsondy Benedek és fivére, Péter 1567-ban Abaúj vármegye ügyvédjeinek esküsznek fel. Karácsondy Péter szászfai, homrogdi, karácsondi (elpusztult falu, ma: Szászfa és Gagybátor határának része) birtokrészeit fia, János és öt felnőttkort megért lánya örökölte, a 16. század végén azonban Karácsondy János török fogságba esett, és csak úgy szabadulhatott meg, hogy sógora, szendrői Rácz Péter, Karácsondy Anna férje kifizette a váltságdíjat, cserébe megkapta sógorától néhai Karácsondy Péter – egyébként a leányágra is vonatkozó – birtokait. A Karácsondyak ettől fogva csak lányágai leszármazókon keresztül birtokolhattak Szászfán. Rácz Péternek egyébként az előző feleségét Szászfai Erzsébetnek hívták, vagyis első felesége révén is érdekelt volt Szászfán, közös lányuk, Rácz Sára előbb Császtai Miklós, majd Gadnai Simon felesége lett. Rácz Péter Karácsondy Annától született gyermekeit Csiszár Miklósnak, illetve Karácsondy Lászlónak és Miklósnak hívták. Rácz Péter népes családjának Szinay, Pogony, Csodó, Szegő, Borbély családnevű leszármazói 1698-ban a Borsod vármegyei Borsod falura kaptak királyi adományt.
Mohács után a Szászfai család fiága és az Attfyak is birtokon belül maradtak, igaz, nem voltak a legjobb birtokostársak, hiszen 1540-ben Szászfai András és János fegyverrel támadt Attfy Gergelyre, ezért Szapolyai János király mindhármukat ún. nótaperbe fogta, vagyis rokoni vérontásukkal előidézett felségsértés miatt törvény elé állította és jószágvesztésre ítélte őket, majd birtokaikat Lászai Jánosnak adományozta, Szászfai István azonban tiltakozott az új birtokos beiktatása ellen.
Szászfa vezető birtokosa a 16–17. században is az uzapanyiti Uza család marad, bár uzapanyiti Uza Lénárd fiai: Uza Ferenc, Bernát, Imre, András egy időre elveszítik birtokjogukat, mivel hűtlenségük miatt, feltehetően a Szapolyai-udvar híveiként, I. Ferdinánd 1557-ben lefoglalja szászfai és többi gömöri birtokrészüket. Ezeket egyrészt Pelinyi Bálintnak (egri lovastiszt, 1555-ben murányi udvarbíró), másrészt Oláh-Császár Miklósnak (Oláh Miklós esztergomi érsek unokaöccse, 1558-tól báró), illetve Zula Boldizsárnak (a magyar kancellária jegyzője) adományozza. Ugyanekkor az Attfy Farkas is jószágvesztést szenved, igaz, ő a családnak nem a szászfai, hanem a tárjai ágából való, és a Gömör vármegyei Tárja falut kobozzák el tőle. Az 1557. évi adományosok nem sokáig birtokolhatták a konfiskált jószágokat, mivel a későbbiekben nem tűnnek fel Szászfa birtokosai között.
Az Uza család lányágát viszont az uralkodó megerősíti jószágaikban, 1562-ben Uza Anna révén férje, Wass István és gyermekeik: Wass Lukács, Zsófia, Ilona is új adományt kap a Gömör vármegyei Uza-jószágokra és az abaúji Szászfára. A fiág is visszanyerte birtokait, hiszen a dikális vagy portális adó néven ismert állami adó szászfai jegyzéke 1579-ben és 1582-ben, több név nélküli nemes mellett, Uza Jánost nevezi meg fő birtokosnak. Mivel mind id. Uza Ferenc, mind Uza Imre fiát (Uza Lénárd mindkét unokáját) Jánosnak hívták, az adólistán minden bizonnyal Uza Imre fia szerepel, mivel 1596. évi adójegyzékben együtt írták be a birtokosok közé Uza Jánost és Dósa Tamást. Dósa Tamás pedig Uza Ferenc lányának, Uza Ilonának (fivére: ifj. Uza Ferenc) lett a férje, így apósa révén került a szászfai földesurak közé. Az 1596. évi adójegyzékben Uza János és Dósa Tamás mellett Attfy Márton (Attfy Gergely fia) képviseli a középkori birtokos családokat. Attfy Márton egyébként kétszer nősült, így mindkét felesége – Szászfai Ilona, majd Karácsondy Anna –révén is érdekelt lehetett Szászfán.
1596/97-ben további birtokosokat is felsorol az adójegyzék: Lánczi Jánost, Ónodi János deákot (1597-ben már Ónodi János deák özvegyét), Szabó Jánost, illetve Putnoky Bálintot, akik jórészt szintén kötődnek a középkori birtokosok utódaihoz. Lánczi János a 16. század második felében élt Lánczi Mihály és Attfy Borbála fiaként birtokolhatott Szászfán, egyébként Lánczi János abaúji szolgabíró fia, ifj. János a 17. század elején majd Uza Zsófiát (Uza Bernát és Rákóczi Anna lányát, Berczeli Gergely özvegyét) veszi nőül. Putnoky Bálint a 16. század végén kerül Putnokról Abaúj vármegyébe, nővére, panyiti Uza Jánosné Putnoky Borbála volt. Szabó János 1597-ben a Marczali-féle birtokrész egyik földesura, id. Marczali Máté lánya, Klára ugyanis Szabó Jánoshoz ment nőül. Ónodi János deák (†1597) csak Szászfán birtokos a 16. század végi Abaúj vármegyében, így feltételezhető rokoni kapcsolata a többi szászfai földesúri famíliával.
A 17. században is jobbára a korábbi birtokos családok és oldalági rokonaik birtokolnak Szászfán. A Marczaliak öröksége szintén lányágon öröklődik tovább, Marczali Klára fivérének, ifj. Marczali Máténak az unokája, Marczali Miklós Radvánszky Juliannától született lánya, Marczali Zsófia Hamvay János felesége lesz. Lányuk, Hamvay Mária pedig a Gömör vármegyei eredetű család tagjához, ó- és egyházasbástai Básthy János nógrádi táblabíróhoz megy feleségül, így a 17. század közepétől Básthy János és fia, László lesznek Szászfa földesurai, és a Básthy család a 18. században is megmarad a birtokban.
A Gömör vármegyei eredetű mellétei Barna család tagjai már a 16. században megjelennek Abaúj vármegyében, és több abaúji birtok mellett Szászfán is lesz részjószáguk. Barna Ferenc gömöri alispán lánya, Barna Anna ugyanis alsókálosai Korláth István (†1626 k.) szendrői főkapitányhoz megy nőül, aki 1620-ban elmaradt főkapitányi fizetése fejében adományt kap a csereháti Hernádpetrire, de 1626-ban kelt végrendelete szerint nem sokkal halála előtt készpénzért is vett birtokot a Csereháton, mégpedig a szászfai birtokrészt Dósa Tamástól, Uza Ilona férjétől 350 Ft-ért. Korláth István szászfai szerzett jószágát egyik lányára, Pap Györgyné Korláth Juditra testálja egyéb Torna vármegyei (Szín, Jósvafő) és más jószágokkal együtt. A mellétei Barna család különben rokoni szálakkal is kötődik Szászfa örököseihez, Marczali Miklós unokája, Básthy Jánosné Hamvay Mária sógornője, Básthy Erzsébet ugyanis Barna Mihályhoz megy feleségül a 17. század első felében, együtt váltják ki fiukat, Mihályt a török fogságból 1633-ban. 1641-ben szászfai jobbágyai egy vármegyei tanúmeghallgatáson Barna Györgyöt nevezik meg földesuruknak. Barna György minden bizonnyal Barna Farkas egri katona és Szemere Erzsébet egyik fiával azonos, aki nagy ívű hivatali és politikai karriert futván be, előbb abaúji táblabíró, majd országgyűlési követ, végül 1647-ben országbírói ítélőmester lesz, Kassán temetik el 1663-ban.
A 17. században kisebb birtokosok is feltűnnek Szászfán, jórészt a régi földesúri famíliák árnyékában. Csehi Györgyné Almási Anna, Almási András abaúji szolgabíró (1660) nővére szászfai nemesi birtokát a szolgabíró gyermekeire, köztük Almási Istvánra és feleségére, Attfy Klárára hagyja 1671-ben, az örökösök azonban eladják birtokrészüket a szászfai földesuraknak, Uza Mihálynak és feleségének, gagyi Báthori Annának. Uza (II.) Bernát és Rákóczi Anna lánya, Lánczi Jánosné Uza Zsófia először Berczeli Gergelyhez megy nőül az 1570-es években, 17. századi leszármazójuk, Berczeli Pál már a szászfai előnevet használja, amikor 1630-ban Abaúj vármegye portális hadai vezérének választják.
Armalista nemesek is bekerülhettek a birtokosok közé. A Selyebi–Kovács család 1649-ben nyert címeres nemességet, majd egyik tagja, Selyebi–Kovács Dorottya Uza (III.) Bernát abaúji szolgabíró felesége lett, s férje révén Szászfa egyik úrnője. Lányukat, Selyebi–Kovács Erzsébetet szintén új nemeshez, szántói Szabó Mártonhoz adták férjhez, aki abaújszántói illetőségűként 1652-ben szerzett armálist, majd felesége révén szászfai birtokrészt. Nemeseknek nemcsak társadalmi emelkedésére, hanem süllyedésére is volt példa Szászfán a 17. században. 1635-ben az adójegyzékben a taxát fizető armalista vagy egytelkes nemeseket is feltüntették (Berczeli Pál 15 dénár, Uza János 24 dénár, Almási György 24 dénár, Viszlai János 24 dénár, Pap Györgyné 20 dénár, Kordos Péter 40 dénár, Kolyos Bálint 24 dénár, Ragályi László 15 dénár, Ragályi András 9 dénár, Nagy Tamás 12 dénár, Csehi Péter 20 dénár, Attfy Márton 6 dénár). 1646-ban Abaúj vármegye is összeíratta nemeseit, ekkor Szászfán az alábbi armalistákat vették a jegyzékbe: Almási György, Berczeli Pál, Csehi Péter, Uza János, Pap Márton, Ragályi András. A névsorból jól látszik, hogy nemcsak újonnan nemességet szerző armalisták, hanem egykori szászfai birtokosok utódai (Uza János, Attfy Márton, Berczeli Pál, Pap Györgyné, Csehi Péter), illetve birtokos nemes família tagjai (a Ragályiak) is egytelkes nemesek nívóján éltek. A Ragályiak minden bizonnyal a Kis-ragályi vagy Ragályi Ivócs család tagjai, mivel Kisragályi Ivócs István Uza Imre gömöri alispán lányát, Uza Zsófiát vette nőül.
Az Uza család azonban Uza (IV.) Bernát abaúji táblabíró fiai, Uza Mihály és fivére Zsigmond révén egészen a 18. század elejéig megőrizte a középkorra visszamenő, de egyre kevesebb jószágra vonatkozó birtokosi pozícióit a Csereháton. Uza (IV.) Bernát fivére, a szászfai nemesi udvarházában élő uzapanyiti Uza Mihály (†1700) első és második felesége révén is a Cserehát középkori eredetű nemesi famíliájába nősült. Első neje a Jánokyak Gergely-ágából származó Jánoky Zsuzsanna (Gáspár lánya), aki először Baksy vagy Baksay Mihályhoz ment nőül, de 1655-ben minden ősi, illetve első férjével szerzett jószágát második férjére, a szászfai birtokán élő és a Wesselényi-féle szervezkedésben is részt vállalt Uza Mihályra testálja. Uza Mihály második felesége a Gagyiak Báthori-ágából származó gagyi Báthori Anna, akit 1669-ben vesz nőül. Uza Mihály tevékenyen részt vett a Felső-Magyarországot dúló rendi harcokban, 1668-ban 5 szászfai jobbágyával, illetve a szintén Szászfán lakó rokonával, Uza Istvánnal és annak fiával, továbbá az ugyancsak a Szászfán élő nemessel, Ragályi Istvánnal együtt részese volt annak a rajtaütésnek, amelyet a „kurucok” a szomolnoki pénzszállítmány ellen követtek el. Uza Mihály, mint birtokos nemes, 1500 Ft-tal részesedett a zsákmányból, Uza István és fia 200, Ragályi István 100 Ft-ot kapott. Amikor a Wesselényi-szervezkedésben való részvételéért Uza Mihályt jószágvesztésre ítélik, a kamarai tisztviselők 1673-ban összeírják konfiskált birtokait, Uza Mihály ekkor Felsőgagy, Pamlény, Gagybátor és Újlak (ma: Abaújlak) falvakban részbirtokokkal rendelkezett, de Szászfa teljesen a tulajdonában volt fából épült és jól felszerelt nemesi udvarházzal, kerttel, majorsággal, 11 egésztelkes jobbággyal és 11 zsellérrel.
Uza Mihálynak több házasságából (3. felesége: Keresztúri Rebeka, később Szucsányi Györgyné) sem maradtak utódai, ezért egy bizonyos szászfai birtokrészt Keresztúri Rebeka harmadik férjétől, Szucsányi Györgytől származó lánya, Szucsányi Júlia és férje, Gönczi Csizmadia András fiai kapták meg a 18. században. Szászfa legnagyobb birtokrészét azonban Uza Mihály fivére, (IV.) Bernát fiai örökölték. Uza Zsigmond és Mihály 1720-ban 400 rhénes forintért adja el szászfai örökségét, azaz részbirtokát az udvarházzal együtt Jakabfalvay (Jakabfalvy) Györgynek (†1736) és feleségének, Janka Erzsébetnek, majd a házaspár 1722-ben királyi hozzájárulást is kap a nemesi birtokhoz. Janka Erzsébet gagyi Báthori Anna és Mocsáry János lányának, Mocsáry Borbálának és az 1652-ben nemességet szerzett Janka Péter (1650 k.–1710 k.) borsodi alispánnak a lánya, akit apja vagyona segített hozzá, hogy férjével, az 1630-ban nemességet szerzett Jakabfalvay család tagjával együtt a Cserehát tekintélyes birtokosai legyenek a 18. század első felében. Egyik lányukat, Borbálát a Cserehát legősibb nemesi családjából származó Szemere Zsigmond veszi nőül.
Szászfa az abaúji Cserehát legnépesebb és legnagyobb termelési képességgel rendelkező jobbágyfaluja volt a 16–17. században, amely a török kor végére is megőrizte bizonyos integritását, annak ellenére, hogy Abaúj vármegye déli része a Hódoltság terjedésével a füleki, a hatvani, majd az egri törökök célkeresztjében volt. Az oszmán hódítók az 1554-ben elfoglalt füleki várból már korán igyekeztek adófizetővé tenni Dél-Abaúj falvait, a füleki szandzsák 1559. évi összeírásában Perecse, Szászfa, Petri, Szala, Devecser, Fancsal és Detek szerepel, míg 1570-ben már két szandzsák osztozott a csereháti falvakon, Fülekhez tartozott Büttös, Szászfa, Szend, Kécs (Fulókércs?), a hatvanihoz Litka, Forró és Beret. Szászfa a füleki szandzsák 1559. évi tímárdefterében Kurd bin Mahmud tímárbirtokaként szerepel a közelben fekvő borsodi Meszes és Rakaca faluval együtt, Szászfa évi jövedelmét ekkor 800 akcséra, 1573-ban pedig már csak 600 akcséra becsülték a füleki defterdárok. Kérdés, hogy a szászfaiak végül valóban a fülekiek jobbágyai és a szultán alattvalói lettek-e, ugyanis az 1579. évi dzsizje-defterbe, azaz állami (szultáni) adójegyzékbe 4 hánéval, azaz az adózó telkekre (háztartásokra) vonatkozó oszmán adóegységgel felvett Szászfa lakosai nem jelentek meg az összeíró előtt.
A magyar királynak fizetett portális adót 1552-ben igen magas portaszám: 19 alapján vetették ki a falura, majd ez a szám 1553-ban 21-re emelkedett, ekkor 6 zsellért és tekintélyes földesúri majorságot is összeírtak Szászfán. 1553-ban a 21 adóportából 1-et levontak egy puszta jobbágytelek miatt, vagyis a porta mint adóegység mögött egy szászfai jobbágygazdaságot feltételezhetünk. Ez a 20 körüli jobbágyháztartás egészen 1565-ig megőrizte a magas adóképességet (18 vagy 17,5 portával), majd a csereháti falvak fejlődését Hasszán temesvári pasa 1567 márciusában indított felső-magyarországi hadjárata akasztotta meg. Az oszmán hadvezér János Zsigmond erdélyi fejedelem megsegítésére 5000 fős török sereggel és krími tatár kísérőcsapattal támadt a Lazarus von Schwendi felső-magyarországi főkapitány által ellenőrzött vidékekre, amelyekre az erdélyi fejedelem is igényt tartott. A hadjárat során a törökök Szászfát is felprédálták, a házakat felégették, a szászfai lakosok 1567-ben adót sem tudtak fizetni. Szászfa még 1570-ben is adómentes az égéskárok miatt, de az adórovók ekkor már 20 új házat, azaz lassan újrainduló jobbágygazdaságot jegyeztek fel, és ennek következtében Szászfára is visszatért az élet, igaz, a korábbi adóképességnek csak a töredékével, 1578-ban ugyanis csupán 4 adóportát róttak ki a falura. A század végére azonban tovább csökkent a falu adófakultása, 1582-ben 3,5 portára, igaz, 1597-ban pedig a 6 birtokos jobbágyságának gazdasági erejét 7 adóportára becsülték a falut az adórovók, és volt a faluban 7 elhagyott jobbágytelek is, vagyis a 16. század végére a falu elveszítette termelési képességének kétharmadát. 1598-ban a porta helyett a ház lett az adókivetés alapja, Szászfán ekkor 20 házat, azaz jobbágyháztartást vettek fel az adójegyzékbe. A Cserehát 1599. évi tatárok általi pusztítását nem, vagy csak részben szenvedte el Szászfa, mivel 1599-ben, majd 1600-ban is 7 adóházat írtak össze az adórovók, miközben a Cserehát legtöbb faluja a tatárok és a királyi katonák pusztításai miatt adóképtelen lett. 1608-ban, amikor utoljára vetették ki az adót az 1598-ban bevezetett újítás alapján, Szászfán 3 adóház szerepel az adólajstromban, és ez 1609-ben 2,75 adóportát jelent, vagyis a tizenötéves háború végére Szászfán kb. 3–4 egésztelkes jobbágygazdaság működött. 1613-ban már csak 1,5 portányi adóképessége van a falunak, amely 1624-re 1-re csökken.

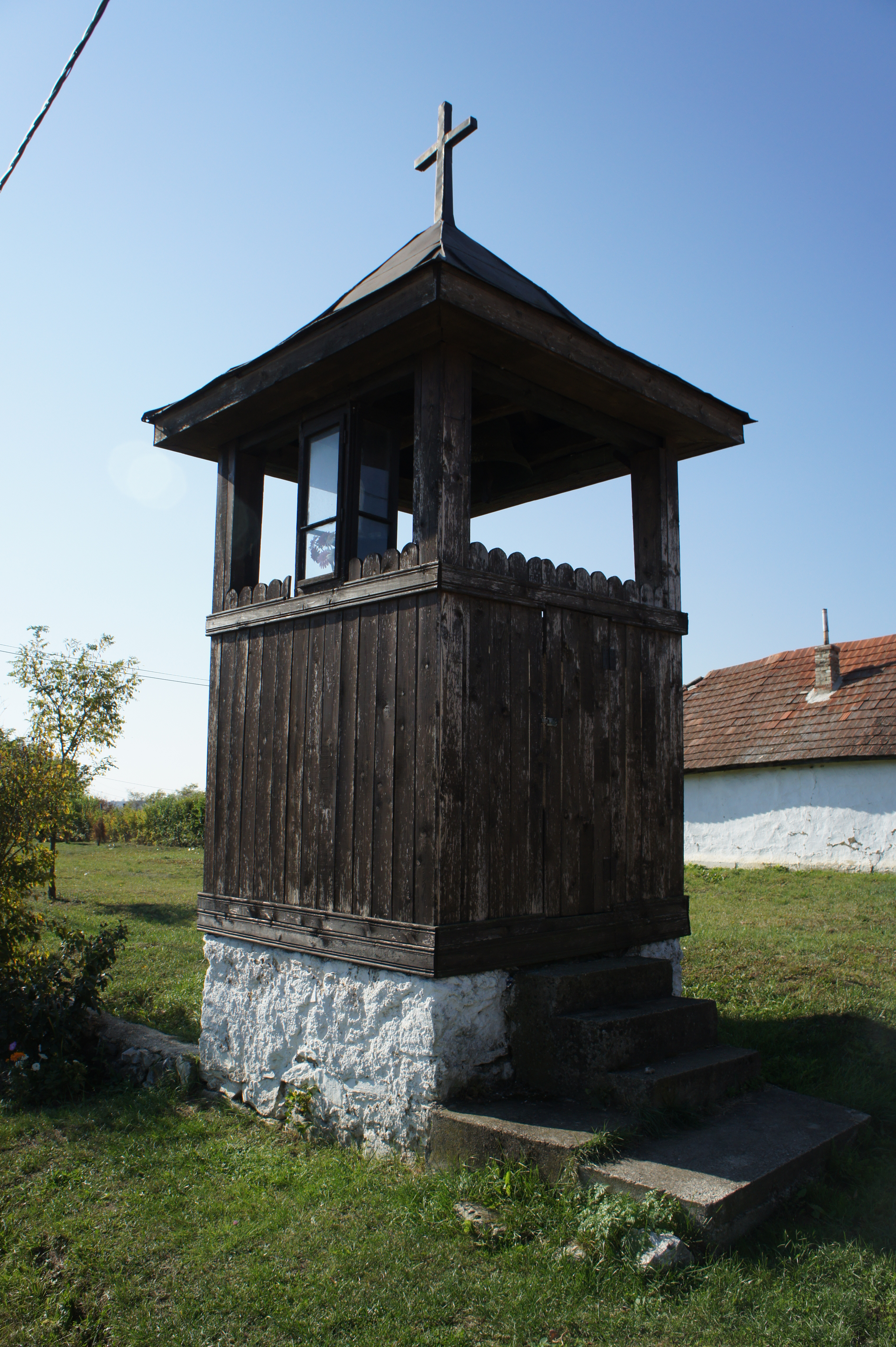
Fa harangláb

A falunak a királyi kamara által készített dézsmajegyzékeiben már név szerint is megjelennek a pamlényi adózók, igaz, 1552-ből csak az összesítés maradt fenn, ekkor igen magas, 106,5 (60 kévés) kalangya őszi és 2 kalangya tavaszi gabonát dézsmáltak Szászfán a kamara adószedői, a török korban ugyanis a kamara bérelte az egyházi tizedet a püspökségektől, királydézsma néven. 1558-ban a dézsmamentes falusi bíró (Bányai Ambrus) mellett 22 jobbágy (Kovács Tamás, Büttösi Albert, Csutak Kelemen, Varga Bálint, Vas Bálint, Ladai Ambrus, Józsa Balázs, Vendégi Sebestyén, Vas Máté, Petűs/Petős Gergely, Szabó György, Nagy Máté, Szabó Gergely, Papp János, Kis Antal, Vas Benedek, Józsa Benedek, Kamanci Tamás, Pólyai Dénes, Cigán Ambrus, Kardos Damján) ad gabonadézsmát, személyenként általában fél és 2 kalangya közötti őszi búzát, illetve 10–20 kéve tavaszit. Bár a tavaszi vetés csak töredéke volt az őszinek, Szászfára jellemző, hogy mindhárom tavaszi gabonából (árpa, zab, rozs) vetettek a faluban. Szőlőt nem, vagy csak alig termesztettek, Szászfán jellemzően gabonatermesztést folytattak a jobbágyok. 1582-ben, Vas Kelemen bírósága alatt 16 jobbágy 20 kalangya őszi és 9 kalangya tavaszi gabonát adott termése után a királydézsmába,1597-ben 42 kalangya őszi és 13 kalangya tavaszi gabonát dézsmáltak Szászfán, cséplés után 44,5 köböl szemes gabonát nyertek a decimátorok az őszi termésből. 1600-ban Petős Tamás volt a bíró, amikor 20 jobbágytól (Kis Balázs, Pap János, Fecske György, Szabó Balázs, Vas István, Vas András, Boza Imre, Érsok András, Varga Bálint, Bányai Mihály, Vas András, Vas György, Vas Simon, Petős János, Petős Mihály, Bujt Gergely, Tót János, Nagy Lőrinc, Nagy István) összesen 25 egri (30 kévés) kalangya őszi búzát és 10 kalangya tavaszi gabonát szedtek be. A nevek alapján a Petős, a Bányai, a Vas törzsökös jobbágycsaládok 1558-től folyamatosan gazdálkodtak Szászfán. 1626-ban is magas a dézsmaadó jobbágyok száma (Oláh János bíró, Szabó Balázs, Vas György, Petős István, Pásztor István, Pásztor János, Vas Mihály, Somati János, Szabó Pál, Kocsis István, Vas Jakab, Vas András, Dienes Mihály, Érsok Lukács, Major Mihály, Kőrösi István, Vas Mihály, Eszéki Miklós, Bányai Pál, Panyi György, Panyi András, Bányai Mihály, Erdélyi András, zsellérek: Hajdú András, Kis Mihály), akik összesen 12 (30 kévés) kalangya őszi és 5,5 kalangya tavaszi gabonadézsmát adnak termésükből.
Szászfán a jobbágyok és a telki állományból részlegesen vagy teljesen kiszorult zsellérek mellett kiváltságos elemek is adóznak. Először 1624-ben fizetnek összesen 25 dénár taxát a rovásadó helyett a helyi armalista és taxás nemesek, 1626-ban pedig 32 dénárt, miközben a jobbágyokat továbbra is a portális adóra kötelezik. 1632-ben már 3 Ft 25 dénár a helyi egytelkes nemesek összesített taxája, 1635-ben pedig a helyi taxás nemesek, köztük az egykori birtokos családok elszegényedett leszármazói, összesen 221 dénár taxával adóznak. Szászfa azonban nem lesz kuriális, azaz kisnemesi vagy armalista falu, igaz, jobbágyainak adóképességét 1648-csupán fél portára értékelik. A termelési kedv zuhanásához bizonyosan hozzájárult, hogy 1641-ben Szászfa is a töröknek adózó csereháti falvak sorsára jutott. A falu és a régió történetét tekintve 1640-ben a török kor legsúlyosabb tragédiája következett be, Szászfát ugyanis a török katonák pusztítása ekkor kényszerítette az oszmán hatalom, az egri törökök joghatósága alá. 1640-ben az Abaúj vármegye jegyzőkönyvébe bejegyzett korabeli tanúvallomás szerint a törökök „nagy kegyetlenül rablották Felső-, Alsó-Gagyot, Kércset és Baktát, iszonyú égetéseket tevén, amely helyekből keresztény atyánkfiai közül kiket levágott, kiket megégetett, kiket kegyetlenül rabságra vittek, összességgel teszen hétszázig, mely kegyetlen rablások miatt kényszerítettek meghódolni Alsógagy, Bakta, Beret és Detek”. Szászfa, a szomszédos csereháti falvakkal együtt, így került török uralom alá, amely egyszerre jelentette a szultáni, azaz oszmán állami hatalmat és a török földesurat. Szászfa ettől kezdve a Hódoltság peremvidékének azon helységei közé tartozott, egészen Eger 1687. évi törökök alóli felszabadításáig, amelyek kettős adózás alá estek, azaz a Magyar Királyság és a magyar földesurak mellett a törökök is adóval és járulékokkal terhelték őket. A töröknek való meghódolásról így vallottak maguk a szászfaijobbágyok 1641-ben a vármegyei tanúmeghallgatás során: „Szászfa nevű faluban lakozók, Vas Jakab, Barna György uram jobbágya, 54 esztendős, Vas György, ugyan őkegyelme jobbágya, 40 esztendős főbíró így vallanak. Minemű veszedelemben forgott légyen az darab földnek állapotja az szomszédjukban levő falukban, kegyetlen rablásokat téve az pogány ellenség, az nagy félelem mia’ tíz egész esztendeig való éjjeli-nappali strásálást teljességgel megunván, és az szegény vajdai jól felserdült inasoknak is elraboltatatássa csak szomszédságunkban, Gagyok égetése is, gagybátori mezőről való rabok elvitele és az több faluké is, irtóztatóan és teljességgel elepesztve bennünket, és az töröknek is sok izengetési és fenyegetőzési, levelei naponként nevekedvén, szegény hazánkban különben már maradásunk nem lehetett, hanem Egré [= Egerbe] Mamhut iszpahijának meg kellett hóldolnunk. Summánk 20 forint, 20 icce vaj, császár adója 5 forint, soha nem hóldolt az előtt falunk.” A tanúvallomásból egyrészt kiderül, hogy a 16. században Szászfa nem volt ténylegesen adófizető, másrészt, hogy a szászfai jobbágyok már az 1630-as évek eleje óta igyekeztek falujukat, állandó őrség felállításával, megvédeni, de az 1640. évi csereháti török pusztítás, majd az egri törökök állandó levélbeli és egyéb fenyegetőzései őket is megadásra késztették. Földesuruk Mahmut egri szpáhi lett, akivel évi 20 Ft és 20 icce vaj földesúri járandóságban, ún. summában állapodtak meg, az oszmán államnak, azaz a „császárnak” (szultánnak) pedig 5 Ft éves adóval tartoztak.
1648-ban a részben taxás, részben jobbágyi adózás, azaz rovásadó alá eső Szászfát már a töröknek hódolt falvak között írják össze a magyar király adórovói, adóját fél porta mint adóalap után állapítják meg, a taxás nemesek összesen 16 dénárt fizetnek. A fél portányi adóképességet a 17. század közepén már csak zselléri munka állította elő, 1645-ben már nincs dézsmálható termés a faluban, a 12 zsellér (Szabó Pál, Vas András, másik Vas András, Major András, Fecske Miklós, özv. Oláh Jánosné, Dienes Györgyné, Dienes Pál, Balogh András, Petűs Pál, Bercel György, Pásztor István, Máté Jánosné) fejenként (és gazdaságonként) 12 dénárral mint kereszténypénzzel váltja meg a királydézsmát. A zsellérek egy része korábbi jobbágycsaládok (Oláh, Fecske, Petős, Vas, Dienes, Major, Pásztor) örököse, a Petős/Petűs és a Vas család ősei már a 16. század közepén is szászfai jobbágyok voltak. A 17. század végén ismét van dézsmálható termése a falu jobbágyságának, 1684-ben 8 jobbágy ad, igaz, igen csekély dézsmát, összesen 10 (15 kévés) kereszt őszi búzát és 1 kereszt vegyes gabonát, mellettük 4 zsellér fizeti a kereszténypénzt. 1691-ben Érsok István bíró mellett 9 jobbágy (Major Mihály, Zsarnai István, Rakaci István, Juhász Mihály, Lengyel János, Dienes Mihály, Petűs István, özv. Tót Péterné, Balog György) ad alig valamicske dézsmát: őszi búzából 7,5 kévét, ezt a mennyiséget azonban Zsarnai István egymaga megtermelte, kevert gabonából 1 (20 kévés) keresztet és 2,5 kévét, rozsból 3 keresztet és 9,5 kévét, árpából 16,5 kévét, zabból 6 kévét. Négy jobbágy pedig méhei után is fizetett, 9-en zselléri kereszténypénzt adtak, nem volt dézsmálható gabonájuk. 1695-ban, amikor Petűs István viselte a bírói tisztet, már csak öt jobbágynak (Juhász Mihály, Kis Mihály, Érsek/Érsok András, Jakab Mihály, Jakab János) volt dézsmaköteles, összesen 1 (20 kévés) kereszt és 17 kéve búzatermése, amelyből cséplés után alig 20 kassai köböl szemes terményt nyertek. 1695-ben a zsellérek között (Petűs Mihály, Rakaci György, Csapó János, Hanko András) egykori törzsökös jobbágyok is feltűnnek.
Az 1670-ben Uza Mihálytól elkobzott szászfai birtoknak a kamara által 1673-ban (majd 1682-ben) felvett urbáriumában 1 jobbágyi kötelezettségeitől megszabadult ún. libertinus (Csapó János) és 11 egésztelkes jobbágy szerepel: Juhász János bíró (fia: János), Hegedős János (fia: István), Vas Márton (fia: Pál), Vas András (fiai: János, Mihály), Zsarnai Márton (fiai: István, Mihály), Nagy János (fiai: Mátyás, János), Csombor Márton (fiai: Mihály, János, István), Sárosi János (fiai: György, István, János), Dienes Mihály (fia: György), özv. Sztaskó (Zaskó) Istvánné (fia: Jakab), Hajdú Pál (fiai: János, András). Mellettük 8 zsellért is összeírtak: Hricó Gergely (fia: Ferenc), Lovas János (fia: András), Nánási András, Vas István, Lukács István, Vas János (fiai: Mihály, János). A szászfai jobbágyok 2–6 ökörrel szántottak, legtöbben disznót is hizlaltak. A zselléreknél nem találtak ökröket, 2 jobbágynak és 1 zsellérnek lova is volt. Az urbáriumban feltüntették az újonnan beköltözőket is: Tót Péter (fia: Mihály), Csapó János (fia János), Szőlősi András (fia: György), Lengyel Bálint (fiai: János, István, György), Szuporágyi Mihály (fiai: András, István), illetve egy cigány lakost: Mata Mihályt (fia: Ruszkó), valamint négy özvegyet is (Tót Péterné, Gagyi Jánosné, Major Andrásné, Nagy Jakabné). A szászfai birtokos, Uza Mihály fából épült, de jól felszerelt udvarházban lakott, a kúria mellett kerttel, benne gabonaraktárral. A földesúr tekintélyes majorságot is örökölt a szászfai határban, 300 köböl vetőmagra való földet, amely 300 kereszt gabona termesztését tette lehetővé. A szászfai jobbágyok igény szerint robotban művelték allódiumát. Uza Mihálynak a szászfai birtokkal együtt két féltelkes jobbágya, Felsőgagyon 4 féltelke és urasági szőleje, Gagybátorban 6 féltelke, 3 zsellére, 1 libertinus jogállású egykori jobbágya, Újlakon pedig csupán 1 zsellére volt.

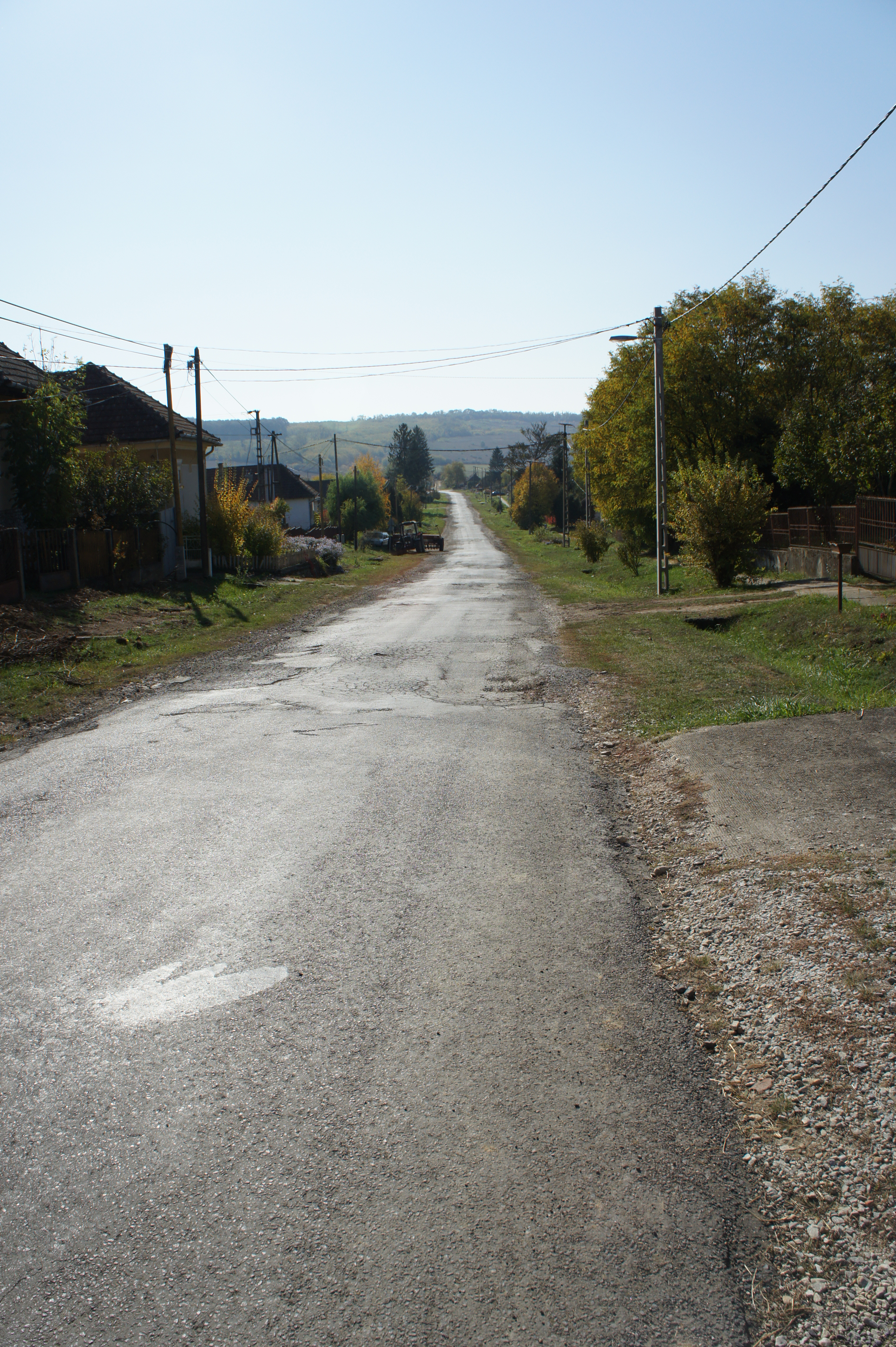
Szászfai utca

Szászfa jobbágyai és urai, illetve egytelkes nemesei, a borsodi és abaúji régió legtöbb településéhez hasonlóan, a 16. század második felében a reformáció hívei lettek. A falu egyháza az 1567. évi debreceni zsinaton a Helvét Hitvallást aláíró abaúji, más néven kassavölgyi református seniorátushoz (esperességhez) tartozott, amely a 16. század végén egyesült a tornai egyházakkal, és ettől kezdve abaúj-tornai egyházmegyeként működött. Szászfa vallásos közössége, gyülekezete anyaegyházat tartott fenn, Pamlény és Gagybátor leányegyházakkal. Első ismert lelkészei: Mányoki Pál (1583), Majtényi Balog György (1594), Osztropataki Balázs (1620), Tállyai András (1621), Forrai András (1623), Fegyverneki Bálint (1623). A lelkész Szászfán lakott, és az anyaegyház híveitől éves díjazásban részesült. A 17. század elején a helyi nemesek majorságuk termelvényeiből tizedet adtak lelkészüknek, a telkes jobbágyok évente egy kepe búzát, amely 60 kévét tartalmazott, a féltelkesek ennek a felét, a zsellérek egy köböl zabot, az özvegyasszonyok 3 sing vásznat. A királydézsmából octava, azaz nyolcadrész maradt a szászfai prédikátornál. A lelkésznek fizetés is járt, a telkes jobbágyok évi 8 dénárral tartoztak, a készpénzes fizetést azonban kiválthatták azzal, ha az egyház szántóföldjéből egy egyköblös részt megműveltek (ugarlás, forgatás, vetés). A szászfai egyháznak 40 köblös szántóföldje volt, amennyiben nem a lelkész műveltette, a bérlő tizeddel tartozott érte. 1615-ben egy helyi jobbágy, Pap János a falu határában feltört egy ugart, s a föld használatáért fizetett tizedet a közösség a templom építésére fordította. A lelkész különleges járandósága volt aratás idején a terménnyel együtt adandó ún. kepetyúk. A papi szolgálatokért külön fizettek a hívek, keresztelésért egy tyúkot, egy kenyeret és ún. komapénzt, temetésért és esketésért 12 dénárt, de a nem Szászfán lakó jegyesek máshonnan is hozhattak maguknak prédikátort, ekkor meg kellett egyezniük a helyi lelkésszel. Szászfán fatemplom szolgálta a református híveket a 17. században, amely még a 18. században is állt.
Szászfa adóképessége a török kiűzése után is megmarad, 1696-ban az országos adóösszeírás jobbágyai (Petűs István bíró, Jakab Mihály, Jakab János, Kétegyházis János, Érsok János, Major Mihály, Juhász Mihály, Balog György) közül Petűs István bíró mellett Major Mihály, Érsok János képviselte a régi jobbágycsaládokat, Jakab Mihály és János családja az 1660-as években költözött be a faluba, Kétegyházi János pedig bizonyosan új lakos volt Szászfán. A szászfaijobbágyok a 17. század végén 10,5–12, illetve 6–7,5 köblös (egész- és féltelkes) szántóföldeken gazdálkodtak a 3 nyomásos határban, vagyis nyomásonként 3–4 és 2–2,5 vetőmagot vetettek egyszerre. Ez a paraszti termelés 1/8, 1/32, 1/64 adóportát jelentett, azaz egy egész portának a 20%-át sem érte el, 1707-ben pedig ¼ portára értékelték Szászfa adófakultását. A Magyar Királyság török kor utáni első alapos, de hibáktól nem mentes országos jellegű összeírását (regnicolaris conscriptio) törvényben rendelték el 1715-ben, célja a magyar települések adóképességének és adózó népességének felmérése volt. Az 1715. évi összeírás szerint Szászfán két adóképes zsellér él (Érsek András és Vas István), 6 és 4 pozsonyi köblös szántóföldjük 14,5, illetve 16 holdas jobbágytelki külsőséget jelent, vagyis egy féltelki állományon gazdálkodnak, az őszi vetés 3-szoros, a tavaszi 4-szeres hozamot terem, a zselléreknek 2–2 kaszaalja rétjük is van. Szászfán elegendő jobbágyi legelő és tűzifa van, a makkos erdők urasági tulajdonban vannak, a jobbágyok-zsellérek csak engedéllyel használhatják disznaik hizlalására. A falu fekvése síkvidéki, földje sást is terem, a szántókat 4 igaerővel művelik.
Bél Mátyás 1730-as évek elején készült és a 21. századig kéziratban maradt, Abaúj vármegyét latin nyelven leíró monográfiájában így jellemzi Szászfát: „40. Szászfa fekvése sokkal jobb, mint szomszédjaié. Területe a Vajda falu melletti völgynél egy kis dombot foglal el, a domb éppen a Kassáról Szikszóra vezető országúton keresztül húzódik, és a mezőgazdálkodás minden nemére kiválóan alkalmas. A falut keletről a vajdai és a gagy-bátori határ, nyugatról Kelecsény puszta, észak felől Keresztéte határolja. A Jánoky (helyesen: Janka), a Jakabfalvy, a Horváth családok a földesurai, miután a falu ősi örökösei kihaltak.”

### 18. század
A község népességének egészéről a 18. század második felétől áll rendelkezésre megbízható adat. II. József népszámlálása volt az első olyan összeírás, amely a teljes lakosságra kiterjedt, és ennek adatai szerint 1785-ben Szászfa honos népessége 527 fő volt. Ludovicus Nagy 1828-ban megjelent népességstatisztikai munkája szerint ekkorra a Cserehát viszonyai között közepes nagyságú, de a szomszédainál népesebb falu lakossága tovább nőtt (589 főt tartottak nyilván), a Fényes Elek Geographiai szótárában található, majd a két évtizeddel későbbi, 595 fős érték akkor már inkább stagnálásra utal. A házak száma is gyarapodott ezekben az évtizedekben: II. József idején még 78, 1828-ban pedig már 84 házat jegyeztek fel az összeírók. Az 1828-as országos adóösszeírás idején 69 személy után kellett adót fizetni a faluban. Az 1760-as évek végén végrehajtott úrbéri összeírás felmérésekor Szászfán 387 holdon 19 jobbágyot és írtak össze, akik összesen 11, 5 jobbágytelken gazdálkodtak. A másfél évtizeddel későbbi népszámlálás idején 27 jobbágyot és 52 zsellért regisztráltak a faluban, ami arra utalhat, hogy ekkoriban már kevéssé lehetett újabb jobbágytelkeket kialakítani. Határát Vályi András „jó”-nak minősítette, aminek azonban „legelője szűk, piatza távol esik”.

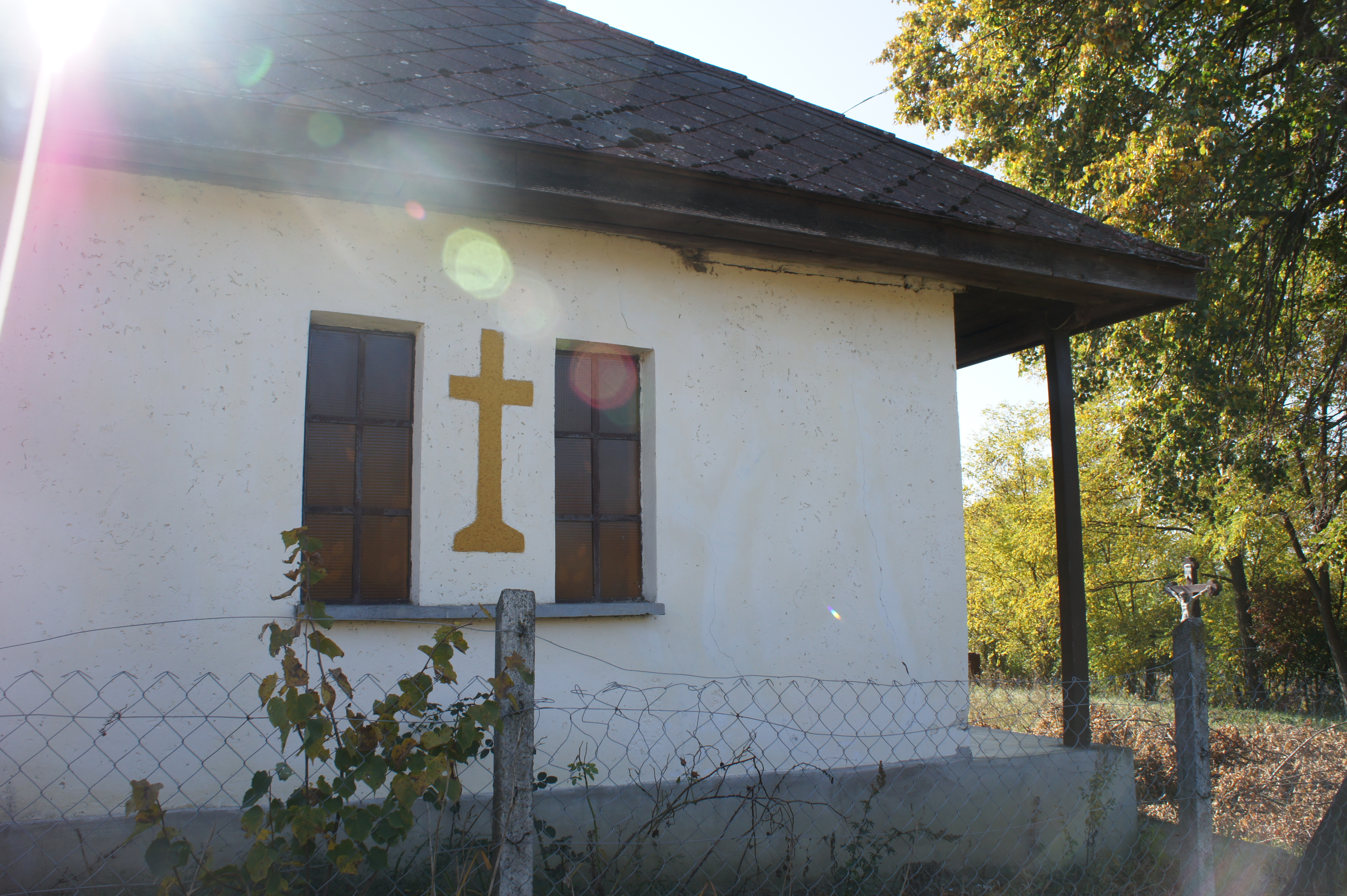
Nagyboldogasszony-kápolna

A település lakosságát a korszak statisztikai írói kezdettől magyarnak minősítették, ami megkülönbözteti a ruszinok lakta vagy vegyes etnikumú közeli falvaktól (pl. Kánytól vagy Perecsétől). Felekezeti szempontból Szászfa lakosságán belül jelentős többségben voltak a protestánsok. Az 1828-os kiadású településstatisztikai kiadvány szerint 391 fő tartozott a e felekezetek valamelyikéhez, és a Fényes hivatkozott művében közölt adatból (394) az is kitűnik, hogy a közösség református volt. Ez megfelel annak, hogy vonatkozó kötetek mindegyike megemlíti, hogy kálvinista gyülekezet működött Szászfán, amely anyakönyvezést is végzett legalább 1795 óta (az első bejegyzés szerint az az évi tűz pusztította el a lelkész korábbi „könyveit”). A józsefi népszámlálás idején a településen egy papi személyt is regisztráltak, aki feltehetően a református lelkész volt. A katolikus népesség száma 1828-ban 147 volt, az 1850-es adat szerint pedig 141 (akik mind a római szertartást követték). A településen 1785-ben, a népszámlálás idején már számba vettek két zsidó családot is, az 1828-as összeírás idején 3 „judaeus” adófizetőt regisztráltak. A lélekösszeírási adatokat felhasználó statisztikai írók szerint a reformkorban kifejezetten népes zsidó közösség lakta a települést: 1828-ban 51, majd 1850-ben 60 izraelita élt Szászfán.
A falu fő társadalmi sajátossága a köznemesség igen magas aránya. II. József korában 52 nemes férfit és fiúgyermeket regisztráltak, ami azt sejteti, hogy (a női lakosságot hasonló számúnak feltételezve) a falu lakosságának mintegy ötöde tartozott a kiváltságos rendhez. Egy részük valószínűleg egybeesett azokkal, akik nevét az úrbéri összeírás földesúrként említi. A 10 és ¾ telek és az azon gazdálkodó 28 jobbágy fölött rendelkező Básthy János és Pál aligha sorolható a kisnemesek közé, de az egyetlen jobbágy adójából élő Hangácsy Miklós és a jobbágytelkek birtokában nem lévő, de a falu anyakönyveiben említett nemes családok (pl. Ragályi, Balás, Elek, Szekeres, Tolvaly nemes nemzetségek) fiai minden bizonnyal a jobbágytelekeket megművelő vagy törpebirtokos nemesek csoportját gyarapították. A 19. század közepén Fényes is a megosztott földbirtoklásra utalt azzal, hogy a földesurak felsorolása helyett csak a „több” szót használta.

### 19. század
Szászfa népessége a 19. század második felében meghaladta a félezer főt, az 1873-as kolerajárvány azonban számos emberéletet követelt (1870-ben 583 fő, 1880-ban 515 fő, 1900-ban 576 fő). A születések aránya 1900 és 1910 között 38,8‰, a halálozásoké 25,3‰, a természetes szaporodás 13,5‰ (84 fő), ebben az évtizedben azonban 60–65-en költöztek el a településről vagy vándoroltak ki a tengerentúlra. (1900-ban 29-en, 1910-ben 42-en voltak külföldön.)
Szászfa a Cserehát régi református közössége volt, és a reformátusok a 19. században is többségben maradtak: számuk 1900-ban 360 fő (az össznépesség 63%-a), a római katolikusoké 153 fő (27%), a görögkatolikusoké 21 fő (4%) és az izraelitáké 42 fő (7%). Frenczel Bertalan csaknem három évtizedig volt a gyülekezet lelkésze, 1907-ben unokája, ifjabb Frenczel Bertalan követte, akinek a szolgálata alatt adták át a felújított templomot. Az alfabetizáció a kötelező és rendszeressé váló népoktatás következtében gyorsult fel: 1880-ban a népesség 46%-a, 1900-ban az 57%-a, a 6 éven felüliek háromnegyede tudott írni és olvasni.

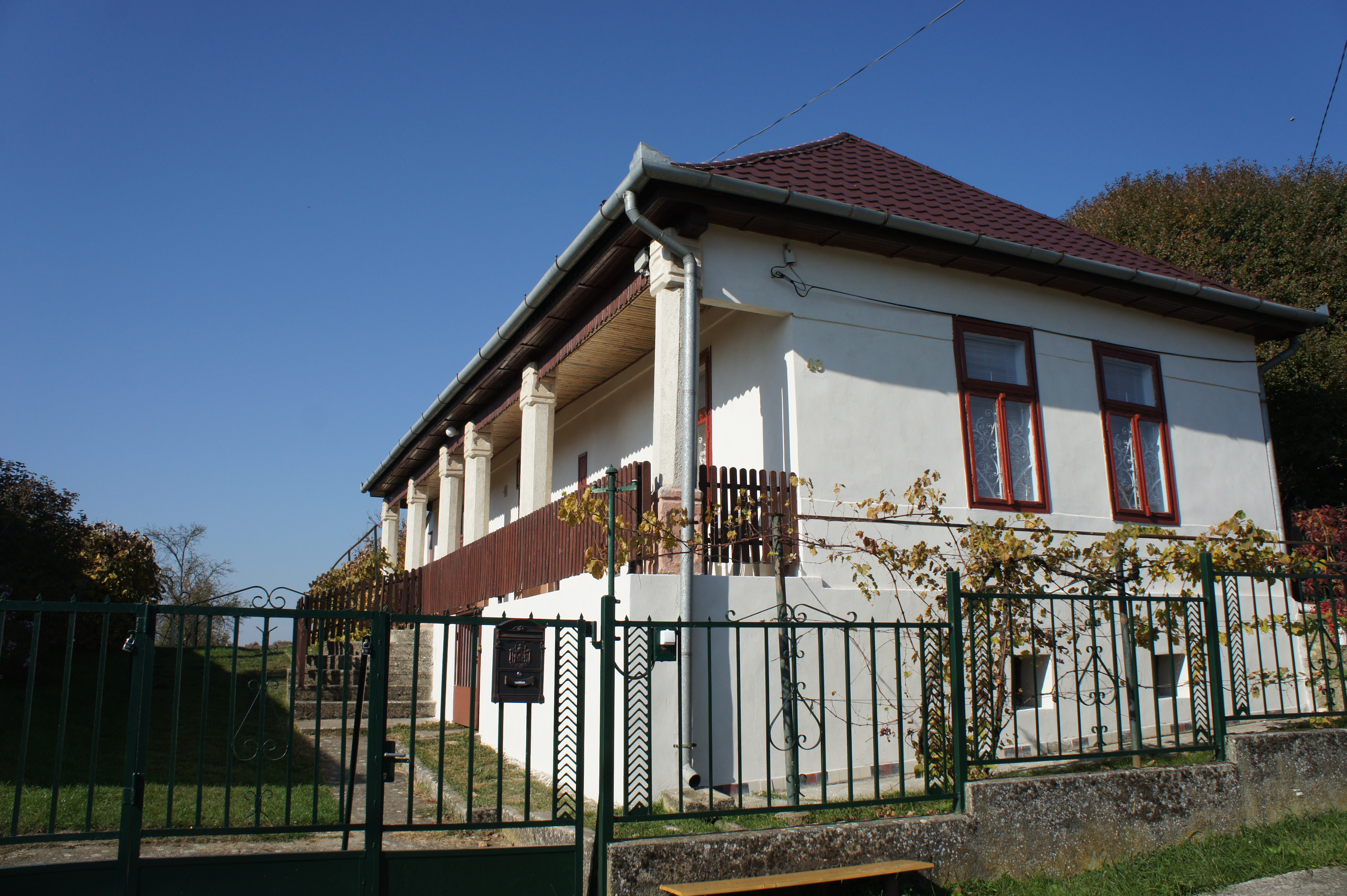
Tornácos kisnemesi lakóház

A település földhasznosítására a Rakacza-völgyi falvakhoz hasonló változások jellemzőek. A szántóföldek területe 1865 és 1895 között 1115 kataszteri holdról 1333 holdra (a határ 53%-áról 62%-ára) emelkedett, az erdőké 552 holdról 268 holdra csökkent. A közbirtokosság által kezelt legelők és rétek területe magas maradt, sőt a 19. század végéig növekedett (1895-ben 416 hold, 20%), ami a külterjes állattartás gazdasági szerepére, illetve a közösségi földhasználat tovább élő hagyományára utal.
A késő rendi korszakban néhány nagyobb birtokosnak voltak részbirtokai Szászfán, rajtuk kívül töredéktelkeken gazdálkodó kisnemesek, valamint telkes jobbágyok éltek a faluban. A társadalom jobbágyfelszabadítás utáni változásáról néhány statisztikai adat áll rendelékezésre. 1865-ben, az úrbéri birtokrendezés időszakában, az 5 kataszteri hold alatti törpebirtokosok között a volt nemesek száma 28 fő, a volt jobbágyoké mindössze 1 fő, az 5–10 holdasok között 8, illetve 3 fő. A 10–50 hold földtulajdonnal rendelkezők között megfordult az arány (14 nemes és 25 jobbágy), 50 holdnál nagyobb birtokkal viszont nemesek rendelkeztek (7 fő). A volt nemesi birtokok aprózódása és differenciálódása tehát az 1850-es, 1860-as években intenzívebben zajlott (aminek az előzménye az 1848 előtti szabadabb birtokforgalom lehet), a következő évtizedek folyamatai közül pedig néhány parasztcsalád szorgalmas birtokgyűjtését emeljük ki. 1895-ben Kertész Dániel 171 hold, Kovács István 113 hold, Nagy Pál 100 hold, Varga Gábor 121 hold és Varga János 113 hold földön gazdálkodott.
A 19. század végétől a lokális társadalom szerveződésére és a falusiak együttműködésére a szövetkezeti mozgalom kínált lehetőséget. 1910-ben alakult meg a Szászfa és vidéke hitelszövetkezet, mely tagjainak hitelellátását, a két évvel később szervezett állattenyésztő szövetkezet az állomány biztosítását és a tenyésztés korszerűsítését tűzte célul. (Az előbbi igazgatóságába idősebb és ifjabb Nagy Pált, Gönczi Pált, Gönczi Jánost, Búza Miklóst és Glück Izidort, az utóbbiéba Frenczel Bertalant, ifjabb Nagy Pált és Glück Izidort választották meg.) Frenczel Bertalan kezdeményezte 1917-ben a „Hangya” Fogyasztási és értékesítő szövetkezet megalakítását, mely tagjai számára jó minőségű és olcsó árukat kívánt biztosítani.

### 20-21. század
A település 1910-ben Abaúj-Torna vármegye Tornai járásához tartozott. A kisközség 2 142 kat. holdon (= 1 233 hektár) terült el, lakóinak száma 608 volt. A tisztán magyar anyanyelvű lakossággal rendelkező faluban a vezető vallásfelekezet a 399 fős református volt. Emellett 153 római katolikus, 36 izraelita, 19 görögkatolikus és 1 evangélikus élt a községben. A lakosság túlnyomó többségének megélhetése a mezőgazdaságból származott, amiben később sem történt lényeges változás.
Az első világháborús harcok a kistelepüléseket sem kímélték. A szászfai hadba vonultak közül hősi halált halt Filep János, Gönczi János, Grimpel János, H. Nyiri József, Kovács István, Lassu András, Nyiri Béla, Nyiri József, Nagy János, Pál József, Pál Ferenc, Papp János, Radácsi Gábor, Radácsi János, Radóczi Ferenc, Tahi János, Varga Ferenc, Vass Lajos és Tulipán Pál.
A trianoni békeszerződés közigazgatási változásai következtében Szászfa az Encsi járás része lett. 1920-ra lélekszáma 616 főre nőtt, s a magyarok mellett egyetlen német anyanyelvű lakosa volt. A felekezetek között a reformátusok – jelentősen, 440 főre gyarapodva – megtartották elsőségüket. Őket követték a római katolikusok 155, az izraeliták 16 és a görögkatolikusok 5 hívővel. 1941-re a népesség 605 főre csökkent. Az ismét teljesen magyar anyanyelvű községben megmaradt a református dominancia, bár a létszám 400 főre esett. Ugyanakkor gyarapodott a római katolikus és a görögkatolikus közösség: az előbbi 166, utóbbi 27 főre. Az izraeliták száma azonban tovább apadt, ekkor már mindössze 12 fő élt a faluban.
Szászfán egyetlen felekezet, a református rendelkezett templommal. A közösség meghatározó voltára utal az is, hogy az 1917-ben alakuló Hangya szövetkezet (ami 1921-ben 2,5 millió koronás forgalmat bonyolított) Frenczel Bertalan református lelkész kezdeményezésére jött létre. 1924-ben a falunak két jelentős birtokosa volt: Diószeghy László 232 kat. holdat, Kertész Bertalan 144 kat. holdat birtokolt. 1936-ban megalakult a Szászfai Polgári Lövész Egyesület, majd 1938. október 16-án országzászlót avattak a községben. Az avatóbeszédet Végh Mihály, az Ereklyés Országzászló Nagybizottságának tanácstagja tartotta. Felszólalt még Vargha Gyula főjegyző, báró Sternegg Géza főszolgabíró, Szentimrey Pál alispán és a község bírája.
Az 1939-ben kitörő újabb világháború sem hagyta érintetlenül Szászfa lakosságát. A frontharcokban vesztette életét Bene József, Csendes László, Papp Ferenc, Pethő Ferenc, Petró András, Radácsi István, Radácsi Pál, Radóczi János, Ragályi Bertalan, Seres József, Szabó Béla, Szabó Miklós, Csontos János, Gönczy Béla, Hajdú János, Kiss József, Köteles Imre, Köteles László, Krizner Lajos, Lezsák József, Nyíri Ferenc, Pál Gábor, Pál Imre és Pál János. A zsidó lakosokkal tovább nőttek a veszteségek: Glück Sándor, Glück Sándorné, Glück Miksa, Glück Miksáné, Klein Ferenc, Klein Ferencné, Klein Eszter, Róth Lipót, Róth Lipótné, Róth Erika és Glattstein Julia a holokauszt áldozatai lettek. Az egykor népes izraelita közösség temetőjének maradványai az erdő széli írtáson, a szántóföld felett találhatók.
Szászfa lakói számára 1944. december 16-án ért véget a második világháború. 1949-ben a háború utáni első népszámlálás szerint a község lakóinak száma 528 volt, kiknek többsége, 68,6%-a, a református hitet követte. A római katolikus közösség 26,9%-ot, a görögkatolikus 4,2%-ot, míg az evangélikus mindössze 0,4%-ot tudhatott magáénak. A szocializmus idején a népességszám folyamatosan csökkent, az 1990. évi népszámlálás idejére 224 főre apadt a lakónépesség.

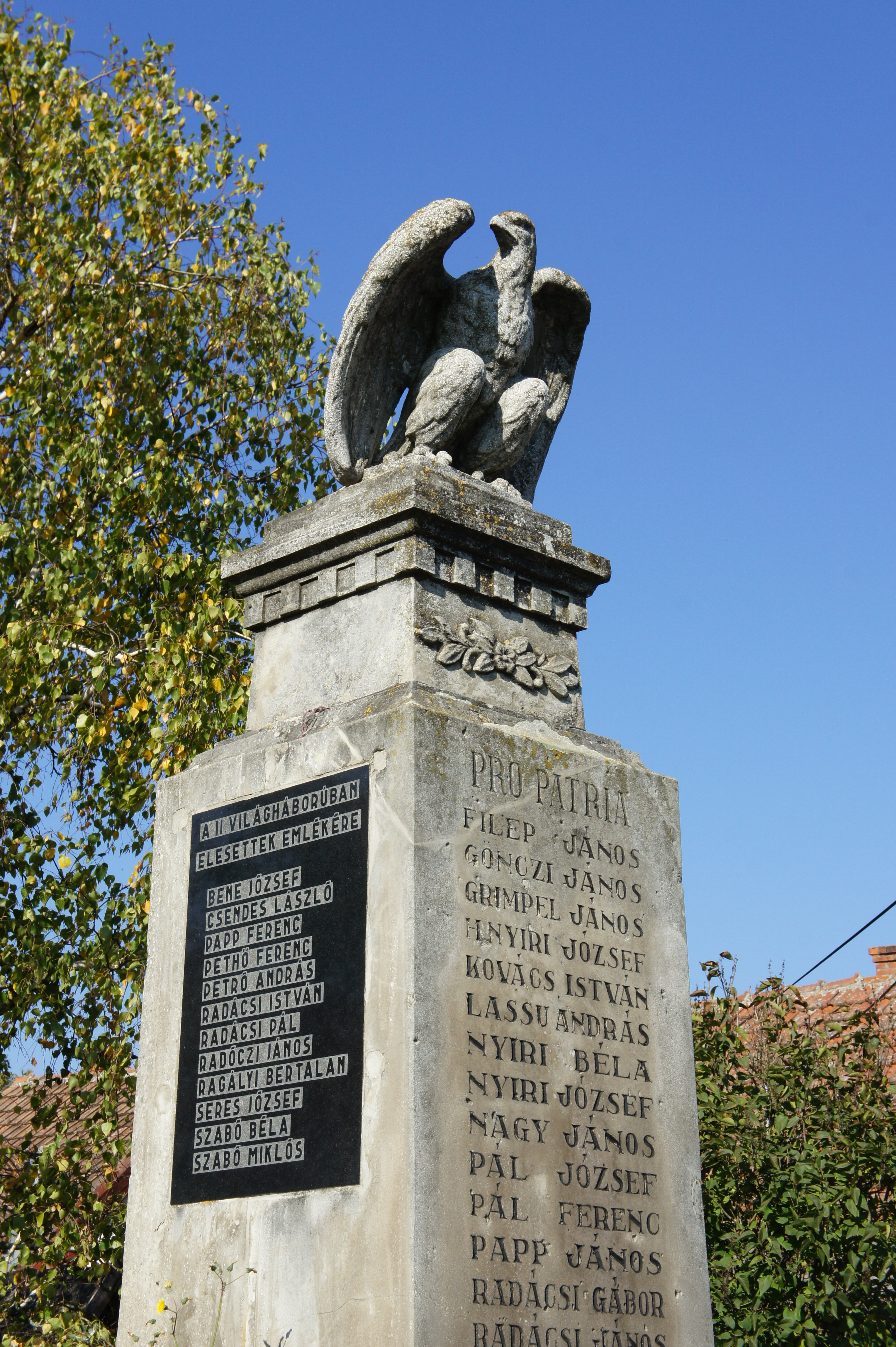
Az I. és a II. világháború áldozatainak emlékműve

A második világháború utáni átalakulás Szászfán korán elkezdődött. Varga Géza párttitkár vezetésével már 1945-ben megalakult a Magyar Kommunista Párt helyi szervezete, s a végrehajtott földosztás mintegy húsz családnak juttatott földet. 1949-ben Szabad Föld néven termelőszövetkezet is létrejött 9 család összefogásával, akik 420 kat. holdon gazdálkodtak. Három évvel később Alkotmány és Vörös Csillag elnevezéssel két újabb gazdaság felállítására került sor. Szoros kapcsolat alakult ki a termelőcsoportok és a miskolci Lenin Kohászati Művek vasöntödéjének patronáló brigádja között, ami elvégezte a mezőgazdasági gépek javítását, sőt kultúrcsoportjai a falusi dolgozók szórakoztatásában is részt vettek. 1956-ban azután a forradalmi események folytán mindhárom gazdasági társulás feloszlott, majd 1960 végén lett Szászfa termelőszövetkezeti község, miután megalakult az Új Alkotmány Mg. tsz. Ennek taglétszáma már 149 volt és több, mint 2 000 holdon folyt a gazdálkodás, elsősorban szarvasmarha és juhtenyésztés. Újabb változás 1970. január 1-én történt, amikor a téesz csatlakozott a Bástya nevet viselő krasznokvajdai központi gazdasághoz, ahová Perecse, Büttös, Kány, Keresztéte és Pamlény is tartozott.
A községben élénk kulturális élet folyt, melynek központja az 1954-ben átadott kultúrotthon volt. A hét minden napján sor került valamilyen programra: hétfőn a DISZ Petőfi iskolán zajlott az oktatás, kedden a mezőgazdasági és gyümölcstermelési szakkörben folyt a munka, szerdán a falu asszonyai gyűltek össze, csütörtökön a felnőtt és a leányénekkarok próbáltak, pénteken és szombaton a két színjátszó csoport, végül vasárnap a leány táncszakkör tagjai. Működött ezen kívül a faluban bábszakkör, könyvtár is, és gyakran került sor filmvetítésre. A község villamosítása 1960-ban valósult meg. A kultúrotthon igazgatója, Karádi Ödön volt egyben Szászfa tanítója is. A faluban azonban a gyereklétszám folyamatosan csökkent. Míg az 1945/46-os tanévben 104 diák 3 pedagógus irányításával 2 tanteremben tanult, addig 1959/60-ban már csak 71 volt a létszám 2 tanerő mellett egyetlen osztályteremben. 1961-től a felső tagozatosok már a krasznokvajdai körzeti iskolába jártak, 1972 óta pedig nincs a községnek saját tanítója.
Az 1956-os forradalmi események hatására Szászfán október 27-én Sándor Béla vb titkártól a bányászok munkástanács megalakítását követelték. Másnap a kultúrterembe hívtak össze gyűlést, melyen id. Lezsák János a Hazafias Népfront helyi elnöke és Karádi Ödön titkár mondtak beszédet. Karádi a Rákosi rendszer bűneinek ismertetését követően a szászfai tanács- és pártvezetőket hibáik beismerésére kérte. Sor került egy 18 tagú munkástanács megválasztására, melybe négy kommunista is bekerült, köztük Seres Béla ÁVH főhadnagy. Az elnök Nyíri János, a titkár Karádi Ödön lett. A tanácsot ugyan nem számolták fel, de az a tanácstitkár vezetésével működött tovább, mivel Vass Bálint tanácselnök beszüntette a munkát. A községben nemzetőrség nem szerveződött, az őrszolgálatot a néhány nappal korábban életre hívott éjjeli őrség végezte. A termelőszövetkezetek időközben feloszlottak, de a község decemberben élelmiszergyűjtésbe kezdett a patronáló Lenin Kohászati Művek részére. 1957. január 1-én Nyíri Jánost ideiglenesen vb elnökké nevezték ki, és megkezdődtek a felelősségre vonások. Elsőként Sándor Béla tevékenységét vizsgálták, majd április 1-én letartóztatták Karádit, akit tanítványai az összegyűjtött takarékossági iskolapénzzel akartak kiváltani. Továbbá a szülők – mind a 135 falubeli család egy-egy tagja – aláírásukkal igazolták a tanító ártatlanságát. A kérvényt egy párttag és egy pártonkívüli asszony adta át a járási vezetőknek, s Karádit 6-án szabadon engedték. Nyíri és Sándor is tanúsították, hogy a tanító nem lázított „sem a kommunista párt, sem a szovjet hadsereg, sem a helyi vezetők ellen.” Nyíri hamarosan lemondott, s április 18-án Szirek Józsefet nevezték ki vb elnöknek. Szeptember 3-án aztán Karádi kálváriája folytatódott: újra letartóztatták, mire támogatói a krasznokvajdai rendőrőrs előtt felvonulást tartottak, felesége és fia pedig aláírásgyűjtésbe kezdtek. Szeptember 18-án viharos hangulatú falugyűlésre került sor, melyen a községi gyerekek és sok asszony is részt vett „a tanító bácsi” megmentésére. Az akció ellenére a vádemelés megtörtént, bár december 2-án bizonyíték híján felmentették és szabadon bocsátották Karádit. Röviddel hazatérése után azonban rendőrök falopás vádjával letartóztatták és megverték. A kirobbanó botrány olyan mértékű volt, hogy még a megyei pártbizottság végrehajtó bizottsága is tárgyalta 1958. január 3-i ülésén, s a bírósági döntésen végül nem változtattak.
A második világháború utáni változások közigazgatási átszervezéssel is jártak, minek eredményeképpen 1950-től Szászfa Borsod-Abaúj-Zemplén megye Encsi járásába, azon belül a Gagybátor központú körjegyzőségbe sorolódott Gagyvendégi és Pamlény községekkel együtt. 1966. szeptember 30-tól Szászfa Krasznokvajda községi közös tanács társközsége lett, melynek tagja volt Büttös, Kány, Keresztéte, Pamlény és Perecse is. 1982-ben a közös tanácsú község Határőrközség címet, ugyanekkor Szászfa, Pamlény és Keresztéte önkéntes határőrcsoportja Kiváló Határőr jelvényt kapott. A KKT-t 1984. január 1-jével Encs városkörnyéki községévé nyilvánították. Végül a rendszerváltás következményeként 1991. január 1-jén Szászfa székhellyel Keresztétét és Pamlényt is magában foglaló körjegyzőség alakult.
A szocializmusban jellemző népességfogyás a rendszerváltás óta eltelt évtizedekben is folytatódott. 2020. január 1-én mindössze 101 főt tett ki a lakónépesség. A 2011. évi népszámlálás alkalmával a község lakói 99,3%-ban magyarnak és 9,0%-ban cigánynak mondták magukat, míg 0,7% nem kívánt választ adni. Vallási tekintetben három felekezet között oszlott meg a népesség, szinte azonos mértékben: 32,1% volt református, 29,9% római katolikus és szintén 29,9% görögkatolikus hívő. 6,0% vallási közösségen kívüliként határozta meg magát, míg 2,2% nem válaszolt.
Szászfa lakosságszerkezete elöregedő, 2019-ben az aktív korúak a lakosok 30,0%-át tették ki, és kiemelkedően magas a munkanélküliek aránya. Ennek ellenére a falu fejlődik: közmunkával kerültek felújításra az önkormányzat tulajdonát képező épületek, és pihenőparkot hoztak létre. 2018-ban fűszerpaprika termesztésébe és feldolgozásába kezdett a község, melynek sikere nyomán feldolgozóüzem kialakítását tervezik.
A település háziorvosi ellátása a krasznokvajdai körzeti orvos feladata. Krasznokvajdán van lehetőség gyermekorvosi ellátásra is, míg a fogorvosit Baktakék, a szakorvosit pedig Encs biztosítja. A legközelebbi kórház Szikszón, mintegy 20 km-re, vasútállomás Encsen, 29 km-re található. Az óvodás és általános iskoláskorú gyermekek Krasznokvajda intézményeit látogathatják. A település közös önkormányzati hivatalt fenntartó község, melynek székhelye Selyeb. Szászfán nemzetiségi önkormányzat nem működik.

## Közélete

### Polgármesterei
- 1990–1994: Sirokiné Kőszegi Erzsébet (független)[88]
- 1994–1998: Sirokiné Kőszegi Erzsébet (független)[89]
- 1998–2002: Sirokiné Kőszegi Erzsébet (független)[90]
- 2002–2006: Sirokiné Kőszegi Erzsébet (független)[91]
- 2006–2010: Sirokiné Kőszegi Erzsébet (független)[92]
- 2010–2013: Papp Béla (független)[93]
- 2013–2014: Kiss Zsolt (Roma Polgárjogi Mozgalom)[94]
- 2014–2019: Kiss Zsolt (független)[95]
- 2019–2024: Kiss Zsolt (független)[96]
- 2024– : Dobán Józsefné (független)[1]

A településen 2013. április 7-én időközi polgármester-választást tartottak, az előző polgármester lemondása miatt.

## Népesség
A település népességének változása:
| Lakosok száma | 120  | 113  | 106  | 88   | 96   | 99   | 94   |
|               | 2013 | 2014 | 2015 | 2021 | 2022 | 2023 | 2024 |

2001-ben a település lakosságának 86%-a magyar, 14%-a cigány nemzetiségűnek vallotta magát.
A 2011-es népszámlálás során a lakosok 99,3%-a magyarnak, 9% cigánynak mondta magát (0,7% nem nyilatkozott; a kettős identitások miatt a végösszeg nagyobb lehet 100%-nál). A vallási megoszlás a következő volt: római katolikus 29,9%, református 32,1%, görögkatolikus 29,9%, felekezeten kívüli 6% (2,2% nem válaszolt).
2022-ben a lakosság 87,5%-a vallotta magát magyarnak, 7,3% cigánynak, 6,3% szlováknak, 2,1% egyéb, nem hazai nemzetiségűnek (6,3% nem nyilatkozott; a kettős identitások miatt a végösszeg nagyobb lehet 100%-nál). Vallásuk szerint 17,7% volt római katolikus, 10,4% református, 6,3% görög katolikus, 1% egyéb keresztény, 18,8% felekezeten kívüli (44,8% nem válaszolt).

## Nevezetességei
- Református templom
- Hősi emlékmű (turulszobor): az első és a második világháborúban elesett szászfai katonáknak állít emléket.
- Nagyboldogasszony római katolikus kápolna
- Kisboldogasszony görögkatolikus kápolna

## Külső hivatkozások
- Szászfa a Holvan.hu oldalon